# Damarovník obrovský
Damarovník obrovský (Shorea robusta), zvaný též šála, sál, šálový strom, je mohutný strom z čeledi dvojkřídláčovitých (Dipterocarpaceae).

## Výskyt a popis
Je to mohutný, pomalu rostoucí strom. Vyskytuje se hlavně na jižních svazích Himálaje. V oblasti výskytu často dominuje v porostech. Dosahuje výšky 30–35 m a průměru kmene do 2 až 2,5 m. Listy jsou velmi tuhé, o rozměrech až 25x15 cm. V suchých oblastech shazuje listy v období od února do dubna, ve vlhčích oblastech je stálezelený. Kvete malými bělavými květy, v období dubna až května. Plodem je jednosemenný oříšek s kožovitým kalichem.

## Využití
Dřevo stromu je ceněným stavebním materiálem, neboť je pevné a těžké. Pryskyřice je využívána v ájurvedě. Užívaná je také coby kadidlo při hinduistických obřadech. Ze semen se lisuje olej.

## Kulturní význam
Shorea patří k zvlášť uctívaným stromům v tradici původních asijských náboženství. V hinduismu je damarovník spjat s kultem Višnua, háje damarovníku měly být sídlem bohyně Sarna Burhi. V tradici buddhismu měl pod damarovníkem zemřít Buddha. Významný je též pro vyznavače džinismu.
Častým motivem v staroindickém sochařství je tzv. šálabhaňdžika – nymfa jakší dotýkající se dlaní kvetoucí větve damarovníku, spočívající na jeho kořenech.